# Mystic Miracle Star
A  Mystic Miracle Star egy 1982-es Lee "Scratch" Perry lemez. A lemezt a The Majestics zenekarral közösen készítették.

## Számok
1. Holy Moses – Lee "Scratch" Perry And The Majestics 05:07
2. God Bless Pinkney – Lee "Scratch" Perry And The Majestics 06:00
3. Radication Squad – Lee "Scratch" Perry And The Majestics 12:31
4. Mystic Miracle Star – Lee "Scratch" Perry And The Majestics
5. Chalice A Fire – Lee "Scratch" Perry And The Majestics 05:29
6. Pussy I Cocky I Water – Lee "Scratch" Perry And The Majestics 05:48
7. Music Breeze – Lee "Scratch" Perry And The Majestics 05:34

## Zenészek
- Lee "Scratch" Perry (vokál, harmonika, kürt, xilofon)
- Don Grant (gitár)
- "Gladdy" Anderson (zongora)
- Ron Stackman (billentyű, háttérvokál)
- Jim Schwartz (basszusgitár, háttérvokál)
- Louis LaVilla (dob, háttérvokál)